# Un ballo in maschera
Un ballo in maschera (deutscher Titel: Ein Maskenball) – Untertitel Amelia – ist eine Oper in drei Akten von Giuseppe Verdi. Das Libretto von Antonio Somma basiert auf Eugène Scribes Drama Gustave III. ou Le bal masqué. Die Uraufführung fand am 17. Februar 1859 im Teatro Apollo in Rom statt.

## Handlung

### Erster Akt
Erstes Bild: Audienzsaal des Grafen Riccardo
Graf Riccardo wird von Bürgern und Adeligen, Bittstellern und Höflingen erwartet. Er tritt ein und prüft einige Schriftstücke. Oscar reicht ihm die Liste der zum bevorstehenden Maskenball eingeladenen Gäste. Riccardo wirft einen Blick darauf und ist erfreut, dass seine heimliche Liebe Amelia, die Gattin seines Sekretärs Renato, mit aufgeführt ist. Renato, zugleich der beste Freund des Grafen, warnt ihn vor einer Verschwörung. Doch der Graf nimmt die Warnung gelassen auf. Da tritt der Richter mit einem Urteil gegen die Wahrsagerin Ulrica auf, die des Landes verwiesen werden soll. Der Page Oscar setzt sich für die Wahrsagerin ein und berichtet, dass bisher alles, was sie vorhersagte, auch eingetroffen sei. Riccardo will dies überprüfen und fordert alle Anwesenden auf, ihn verkleidet zur Wahrsagerin zu begleiten.
Zweites Bild: Hütte der Wahrsagerin Ulrica
Der Matrose Silvano fragt bei Ulrica an, ob er für die Opfer, die er jahrelang in Diensten des Grafen erbracht hat, belohnt werden wird.
Die Wahrsagerin sagt ihm allerlei Gutes voraus und dass er bald reich sein werde. Graf Riccardo, als Fischer verkleidet, steckt dem Matrosen heimlich einen Beutel voller Münzen in seine Tasche. Als der Matrose zu seiner Tasche zurückkommt, ist die Freude groß, dass ein Teil der Prophezeiung sich schon erfüllt hat. Da kommt ein Diener und meldet die Ankunft einer hohen Persönlichkeit. Ulrica schickt alle aus der Höhle. Riccardo hat Amelias Diener erkannt und versteckt sich. Als Amelia auftritt, berichtet sie der Wahrsagerin, dass sie jemanden liebe, aber ein Mittel gegen diese Liebe wünscht. Ulrica empfiehlt ihr als Gegenmittel ein magisches Kraut, das auf dem Galgenberg vor den Toren der Stadt wächst. Amelia müsse es aber selbst und noch heute Nacht pflücken. Diese entfernt sich wieder. Die Hofleute kommen zurück. Dann tritt Riccardo, nach wie vor inkognito, zur Wahrsagerin und lässt sich seine Zukunft vorhersagen. Ulrica erzählt ihm, dass er bald ermordet werde, und zwar von demjenigen, der ihm als Nächstes die Hand reicht. Riccardo geht mit ausgestreckter Hand zu jedem der Umstehenden hin, doch keiner will diese Hand ergreifen. Da erscheint Renato und begrüßt seinen Freund Riccardo per Handschlag. Dieser lacht über die eben gemachte Prophezeiung. Ulrica aber warnt ihn.

### Zweiter Akt
Auf dem Galgenberg, vor den Toren Bostons

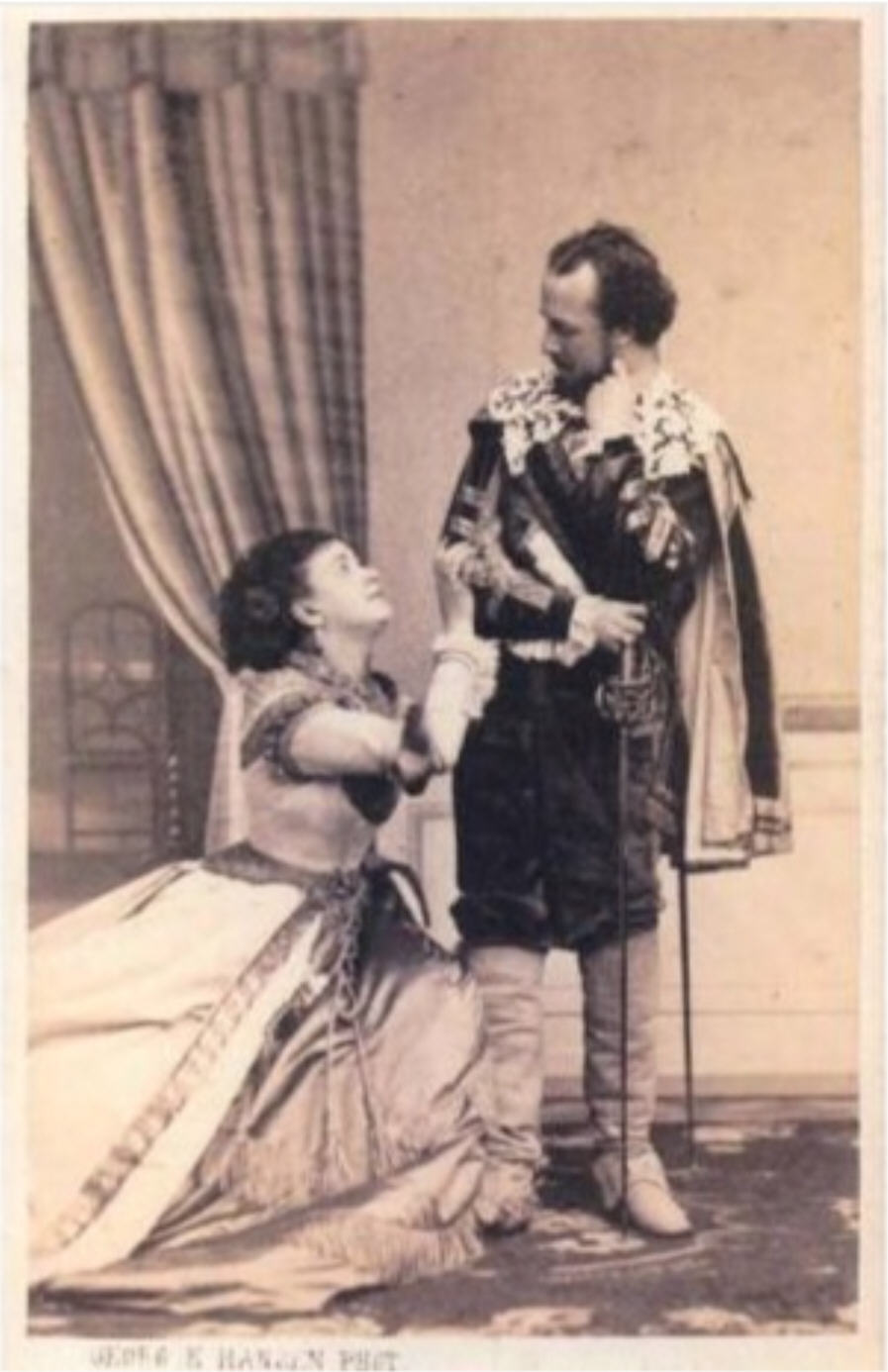
Mariano Padilla und Sarolta de Bujanovis als Renato und Amelia, 1867

Amelia ist auf den Galgenberg gegangen, um das Kraut zu pflücken. Riccardo ist ihr heimlich gefolgt. Auf sein Drängen gesteht sie ihm ihre Liebe, aber auch, dass sie sich diese Liebe aus dem Herzen reißen wolle. Sie hören Schritte. Amelia kann gerade noch mit einem Schleier ihr Gesicht verbergen, als auch schon ihr Gemahl, Renato, auftaucht. Er teilt Riccardo mit, dass Verschwörer im Anmarsch seien, die ihn ermorden wollen. Riccardo übergibt Renato die Frau mit dem Befehl, den Schleier der Dame nicht zu lüften. Dann eilt er davon. Die Verschwörer erscheinen und sind enttäuscht, da sie nur den Sekretär mit einer Dame vorfinden. Wenigstens wollen sie wissen, wer die Dame sei. Renato will die Dame mit dem Schwert vor den Zudringlichkeiten der Verschwörer schützen, als plötzlich Amelia sich den Schleier selbst herunterreißt. Renato ist entsetzt: Seine Frau bei einem Techtelmechtel mit Riccardo! Die Verschwörer verspotten den Sekretär. Er fasst sich wieder und verbündet sich mit den Verschwörern.

### Dritter Akt
Erstes Bild: Arbeitszimmer Renatos
Renato beschuldigt seine Frau der Untreue und will sie töten. Sie bittet ihren Mann, vorher noch einmal ihren kleinen Sohn sehen zu dürfen (Arie Morrò, ma prima in grazia). Renato, allein, beschließt, lieber Riccardo für die Untreue zu bestrafen als seine eigene Frau. Da treten die Verschwörer Samuel und Tom zu ihm. Renato weist ihnen die Verschwörung nach, aber nicht um sie zu verraten, sondern um mitzuwirken. Das Los soll entscheiden, wer den Dolchstoß gegen Riccardo ausführen darf. Amelia, die soeben ins Zimmer zurückkommt, soll das Los ziehen. Auf dem Los, das sie zieht, steht der Name – ihres Mannes Renato. In diesem Augenblick erscheint der Page Oscar und überbringt die Einladung zum Maskenball.
Zweites Bild: Arbeitszimmer des Grafen Riccardo
Graf Riccardo schreibt einen Erlass über die Rückkehr Renatos nach England. Schon in Kürze solle dieser gemeinsam mit Amelia Nordamerika verlassen. Er will die Ehe und den Ruf seines besten Freundes nicht länger gefährden. Ein anonymer Brief warnt Riccardo vor einem Mordanschlag auf dem Ball. Doch dieser ist kein Feigling und nimmt an dem Ball teil.
Drittes Bild: Großer Ballsaal
Der Maskenball ist in vollem Gange. Die Verschwörer – unter ihnen Renato – mischen sich unter die maskierten Gäste. Renato versucht vom Pagen Oscar zu erfahren, hinter welcher Maske sich Riccardo verbirgt. Doch Oscar verrät nichts. Amelia erkennt jedoch Riccardo. Beide treffen sich abseits und verabschieden sich voneinander. Als beide auseinandergehen wollen, streckt Renato mit einem Dolchstoß den Grafen Riccardo nieder. Die Menge ist aufgebracht und will sich auf den Mörder stürzen. Riccardo nimmt ihn jedoch in Schutz und zeigt ihm den Erlass, der die Rückkehr Renatos und Amelias nach England verfügt. Er schwört seinem Freund, dass zwischen Amelia und ihm nichts Unziemliches vorgefallen sei. Riccardo vergibt seinem Mörder und stirbt. Die Prophezeiung Ulricas hat sich erfüllt.

## Instrumentation
Die Orchesterbesetzung der Oper enthält die folgenden Instrumente:
- Holzbläser: zwei Flöten (2. auch Piccolo), zwei Oboen, Englischhorn, zwei Klarinetten, zwei Fagotte
- Blechbläser: vier Hörner, zwei Trompeten, drei Posaunen, Cimbasso
- Pauken, Schlagzeug: Große Trommel, Becken
- Harfe
- Streicher
- Bühnenmusik auf der Szene („piccola orchestra“): 6–8 Violinen, zwei Violen, zwei Violoncelli, zwei Kontrabässe
- Bühnenmusik hinter der Szene: Banda, Glocke in c’

## Werkgeschichte
Seit 1843 hatte Giuseppe Verdi den Gedanken, eine Oper über Shakespeares King Lear zu komponieren. Er beauftragte den Dichter Antonio Somma (1809–1864), ein Libretto zu schreiben. Als Verdi für das Teatro San Carlo in Neapel einen Kontrakt für ein neues Werk für das Jahr 1858 bekam, bat er Somma, die Arbeit am Libretto zu unterbrechen. Verdi wollte, dass Maria Piccolomini die Rolle der Cordelia singe, aber sie war nicht verfügbar. So widmete er sich einem anderen Werk.
Seine Wahl fiel auf Eugène Scribes Werk Gustave III, ein Drama über Leben und Tod des schwedischen Königs, das 1833 bereits von Daniel-François-Esprit Auber als Gustave III. ou Le bal masqué (dt. Gustav oder der Maskenball) vertont worden war. Gustav III. von Schweden galt als eine der schillerndsten Persönlichkeiten Europas. Er war ein aufgeklärter Monarch, berühmt als Kunstfreund und berüchtigt für seine Lebenslust. Da er Privilegien des Adels abschaffen wollte, zog er sich Feinde zu. Am 16. März 1792 wurde der König auf einem Maskenball in der Stockholmer Oper vor den Augen der Ballgesellschaft vom maskierten Grafen Johann Jakob Anckarström angeschossen und starb knapp zwei Wochen später an einer Blutvergiftung. Dieser Vorfall inspirierte Verdi zu Un ballo in maschera. Zahlreiche historische Details, die bereits Scribe verarbeitet hatte, sind auch in Sommas Libretto erhalten geblieben. So wurde zum Beispiel der historische Gustav tatsächlich wie in Verdis Oper unmittelbar vor Besuch des Maskenballs durch einen anonymen Brief vor dem Attentat gewarnt, den dieser aber leichtfertig ignorierte. Außerdem tritt nicht nur der Attentäter Anckarström (René) in der Oper auf, sondern auch dessen historische Mitverschwörer, die Grafen Claes Fredrik Horn und Adolf Ludwig Ribbing (alias Tom und Samuel), sie trugen in der Urfassung sogar noch ihre richtigen Namen. Wie in Verdis berühmter Szene im 3. Akt bestimmten diese drei tatsächlich durch das Los Anckarström zum Attentäter. Eine historische Figur ist auch die Wahrsagerin Ulrica: die damals berüchtigte Stockholmer Okkultistin Anna Ulrica Arfvidsson hatte in der Tat den Tod des Königs prophezeit und wurde deshalb nach dem Attentat von der Polizei verhört. Historisch ist aber vor allem das genau gezeichnete Charakterprofil des bisexuellen Königs, was sich nicht zuletzt im zwitterhaften Rollenprofil des Pagen Oscar niedergeschlagen hat, denn der erotische Hofklatsch schrieb dem Monarchen amouröse Affairen zu seinen Pagen zu. Der wegen seines großzügigen Mäzenatentums für die Oper und die Musik sowie seine Vorliebe für extravagante Verkleidungen und Maskenbälle als „Theaterkönig“ titulierte Gustav III. eignete sich folglich bestens als Protagonist eines Opernlibrettos, zumal der reale Gustav 1792 tatsächlich ausgerechnet im Stockholmer Opernhaus seinen Mördern zum Opfer fiel: „Dass Gustav III. endlich selbst zur Theaterfigur wurde, hat deshalb eine hintergründige Logik, das Titel gebende Motiv der Theatermaske besitzt eine doppeldeutige Ironie.“
Auf Bitte Verdis erklärte sich Antonio Somma bereit, dieses Libretto zu schreiben, jedoch mit der Bedingung: „… möchte ich gerne die Anonymität dieses Werkes bewahren oder es mit einem Pseudonym unterzeichnen. Auf diese Weise kann ich mit mehr Freiheit schreiben.“
Sommas Vorsicht war verständlich: Im Jahre 1848/49 war er in Venedig an einem Aufstand gegen die österreichischen Feudalherren beteiligt und wurde seither polizeilich überwacht. Er wollte nicht in Verbindung mit einem Stück gebracht werden, das einen Königsmord als Inhalt hatte.
Für Neapel war es ein revolutionärer Stoff, denn man konnte sich in Neapel noch gut an das vier Jahre zuvor verübte Attentat gegen den König von Neapel erinnern. Am 13. Januar 1858 hatte Graf Felice Orsini ein Attentat auf Kaiser Napoléon III. von Frankreich verübt. So war es verständlich, dass die Zensur die Oper ablehnte.
Die Zensur schrieb die Oper total um, nannte sie Adelia degli Adimari und Verdi musste praktisch jede Szene vor der Zensur rechtfertigen. Da sich das Volk und einige Persönlichkeiten Neapels hinter Verdi stellten, kam es zu Tumulten. Es gab Demonstrationen gegen die Regierung und für die künstlerische Freiheit eines Komponisten. Schließlich entließ der König Verdi aus seinem Kontrakt. Dieser verließ die Stadt und wollte nie wieder eine Oper für Neapel schreiben.
Das Teatro Apollo in Rom bot Verdi an, seine neue Oper dort aufzuführen, doch auch dort machte die päpstliche Zensur zunächst Probleme. Sie war unter der Bedingung einverstanden, dass die Handlung nach Boston verlegt werde und einige Personen umbenannt würden, vor allem die Adligen. Musik und Text wurden beibehalten. Der Titel des Stückes wurde umbenannt in Un ballo in maschera.
Am 17. Februar 1859 fand die Uraufführung der Oper statt. Sie wurde zu einem Triumph, nicht nur für Verdi, sondern auch für den Freiheitskampf der Italiener. Der Name Verdi wurde als Backronym von Vittorio Emanuele Re d’Italia gedeutet.
Am 7. September 1860 stürzte in Neapel der verhasste bourbonische Thron. Eine der ersten Opern, die im befreiten Neapel aufgeführt wurden, war Un ballo in maschera.
Im Februar 1861 wurde die Oper erstmals auf amerikanischem Boden aufgeführt, in der New York Academy of Music. Nur kurze Zeit später arrangierte Claudio S. Grafulla Melodien aus der Oper zu einem Un Ballo in Maschera Quick Step.
Heute wird gelegentlich die Stockholm-Version der Oper unter dem Namen Gustav III. aufgeführt.

## Diskografie (Auswahl)
CD
- Chor und Orchester des Opernhauses Rom unter Tullio Serafin mit Maria Caniglia, Beniamino Gigli und Gino Bechi, EMI 1943
- Chor und Orchester von Radio Köln unter Fritz Busch mit Walburga Wegner, Lorenz Fehenberger und Dietrich Fischer-Dieskau, Line 1951 (in dt. Spr.)
- Robert Shaw Chor, NBC Symphony Orchestra unter Arturo Toscanini mit Herva Nelli, Jan Peerce und Robert Merrill, RCA 1954
- Chor und Orchester der Metropolitan Opera New York unter Dimitri Mitropoulos mit Zinka Milanov, Richard Tucker und Josef Metternich, Walhall (Cetra) 1955
- Chor und Orchester der Mailänder Scala unter Gianandrea Gavazzeni mit Maria Callas, Giuseppe Di Stefano und Ettore Bastianini, EMI (Cetra), Live-Mitschnitt 1957
- Chor und Orchester der Accademia Nazionale di Santa Cecilia Rom unter Georg Solti mit Birgit Nilsson, Carlo Bergonzi, Cornell MacNeil und Giulietta Simionato, Decca 1961
- Chor und Orchester RCA Italiana unter Erich Leinsdorf mit Leontyne Price, Carlo Bergonzi (Sänger)|Carlo Bergonzi, Shirley Verrett und Robert Merrill, RCA 1966
- Chor und Orchester der Accademia Nazionale di Santa Cecilia Rom unter Bruno Bartoletti, mit Renata Tebaldi, Luciano Pavarotti, Sherrill Milnes, Decca 1970
- Chor des Royal Opera House Covent Garden, New Philharmonia Orchestra unter Riccardo Muti, mit Martina Arroyo, Plácido Domingo und Piero Cappuccilli, EMI 1975
- Chor und Orchester des Royal Opera House Covent Garden unter Colin Davis mit Montserrat Caballé, José Carreras, Sona Ghazarian und Ingvar Wixell, Philips 1979
- Chor und Orchester der Mailänder Scala unter Claudio Abbado mit Katia Ricciarelli, Plácido Domingo, Edita Gruberová und Renato Bruson, DGG 1980
- National Philharmonic Orchestra unter Georg Solti mit Luciano Pavarotti, Margaret Price, Christa Ludwig und Renato Bruson, Decca 1982/83

DVD
- Metropolitan Opera Orchestra unter James Levine mit Luciano Pavarotti, Leo Nucci, Aprile Millo, Florence Quivar, Harolyn Blackwell (136’, Sound: DSS5.1/DTS5.1; Bild: 4:3; Sub: D, E, F, Sp, Ch, I), Deutsche Grammophon 1991